# Harakiri (piste de ski)
Pour les articles homonymes, voir Hara-kiri (homonymie).

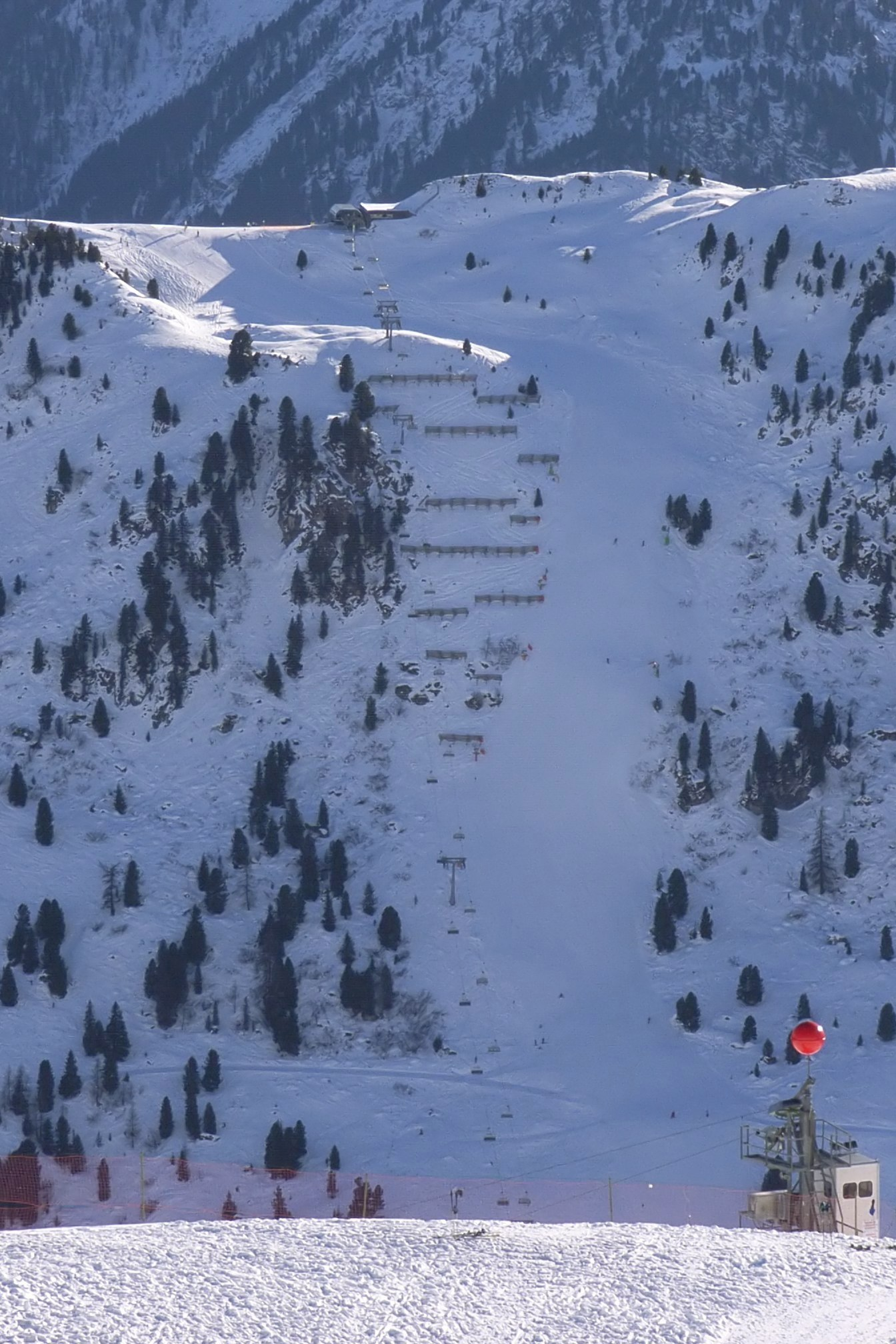
La piste Harakiri vue de la station Horberg-Lifte.

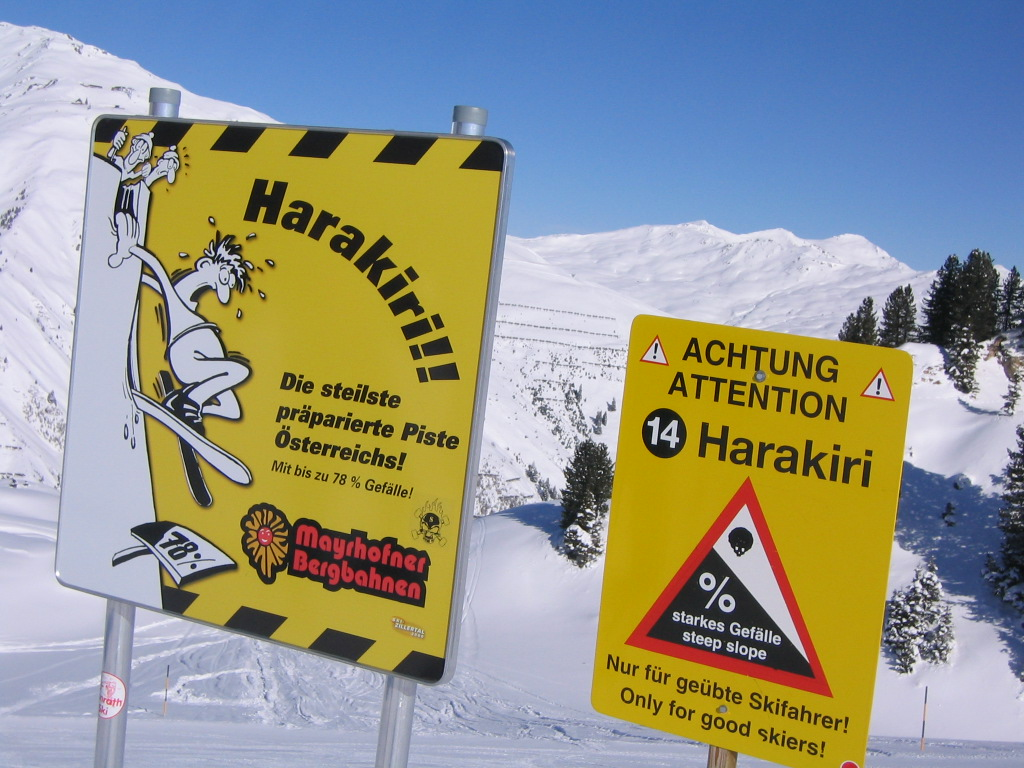
Panneaux à l'entrée de la piste : à gauche « la piste aménagée la plus raide d'Autriche », à droite « Attention ! Seulement pour des skieurs entraînés. »

Harakiri est une piste de ski située dans le domaine skiable Ski Zillertal 3000 à Mayrhofen en Autriche.  Avec une longueur de 1 500 mètres et une pente atteignant 78 %, c'est la piste damée la plus raide du pays. Elle tire son nom de l'appellation familière du suicide traditionnel japonais, le seppuku.

## Source
- (de) Steilste Piste Österreichs